# Zamarada flavicaput
Zamarada flavicaput är en fjärilsart som beskrevs av W. Warren 1901. Zamarada flavicaput ingår i släktet Zamarada och familjen mätare. Inga underarter finns listade i Catalogue of Life.